# Вольная борьба на летних Олимпийских играх 1948 — до 57 кг
Соревнования по вольной борьбе в рамках Олимпийских игр 1948 года в легчайшем весе (до 57 килограммов) прошли в Лондоне с 29 по 31 июля 1948 года в «Empress Hall».
Турнир проводился по системе с начислением штрафных баллов. За чистую победу штрафные баллы не начислялись, за победу по очкам борец получал один штрафной балл, за поражение по очкам со счётом 2-1 два штрафных балла, за поражение со счётом 3-0 или чистое поражение — три штрафных балла. Борец, набравший пять штрафных баллов, из турнира выбывал. Борцы, вышедшие в финал, проводили встречи между собой. В случае, если они уже встречались в предварительных встречах, такие результаты зачитывались. Схватка по регламенту турнира продолжалась 15 минут. Если в течение первых шести минут не было зафиксировано туше, то судьи могли определить борца, имеющего преимущество. Если преимущество никому не отдавалось, то назначалось шесть минут борьбы в партере, при этом каждый из борцов находился внизу по три минуты (очередность определялась жребием). Если кому-то из борцов было отдано преимущество, то он имел право выбора следующих шести минут борьбы: либо в партере сверху, либо в стойке. Если по истечении шести минут не фиксировалась чистая победа, то оставшиеся три минуты борцы боролись в стойке.
В легчайшем весе боролись 15 участников. Претендентом на золотую медаль можно было назвать Лайоша Бенше, чемпиона Европы 1946 года. Однако, проиграв в третьем круге будущему вице-чемпиону Джерри Лиману, он из соревнований выбыл. Вместе с Лиманом в финал вышел турок Насух Акар, и эту встречу турок выиграл чисто. На третье место оставалось два претендента: француз Шарль Куё и бельгиец Жозеф Тримпон. Они оба выбыли в пятом круге и оба имели по семь штрафных баллов. Бронзовая медаль была отдана Куё по количеству побед за турнир (Тримпон один круг пропускал). 

## Призовые места
- Насух Акар
- Джерри Лиман
- Шарль Куё

## Первый круг
| Штрафных баллов | Участник 1    | Результат   | Участник 2         | Штрафных баллов |
| --------------- | ------------- | ----------- | ------------------ | --------------- |
| 1               | Лайош Бенше   | 2-1         | Эркки Юханссон     | 2               |
| 1               | Эрик Перссон  | 3-0         | Вальтер Венгер     | 3               |
| 1               | Шарль Куё     | 3-0         | Сайед Хафез Шехата | 3               |
| 0               | Жозеф Тримпон | Туше (1:37) | Фабио Сантамария   | 3               |
| 0               | Насух Акар    | Туше (2:57) | Норман Мэй         | 3               |
| 1               | Рэй Казо      | 3-0         | Франциско Вичера   | 3               |
| 0               | Джерри Лиман  | Туше (7:35) | Нирмал Бхос        | 3               |
| 0               | Хан Сан Ён    | Пропускал   |                    |                 |

## Второй круг
| Штрафных баллов | Участник 1         | Результат   | Участник 2       | Штрафных баллов |
| --------------- | ------------------ | ----------- | ---------------- | --------------- |
| 2               | Эрик Перссон       | 3-0         | Хан Сан Ён       | 3               |
| 1               | Насух Акар         | 3-0         | Вальтер Венгер   | 6               |
| 2               | Лайош Бенше        | 3-0         | Норман Мэй       | 6               |
| 3               | Эркки Юханссон     | 2-1         | Нирмал Бхос      | 5               |
| 0               | Джерри Лиман       | Туше (4:13) | Рэй Казо         | 4               |
| 1               | Шарль Куё          | Туше (0:28) | Франциско Вичера | 6               |
| 3               | Сайед Хафез Шехата | Туше (2:30) | Фабио Сантамария | 6               |
| 0               | Жозеф Тримпон      | Пропускал   |                  |                 |

## Третий круг
| Штрафных баллов | Участник 1    | Результат    | Участник 2         | Штрафных баллов |
| --------------- | ------------- | ------------ | ------------------ | --------------- |
| 1               | Жозеф Тримпон | 3-0          | Хан Сан Ён         | 6               |
| 2               | Насух Акар    | 3-0          | Эрик Перссон       | 5               |
| 1               | Джерри Лиман  | 3-0          | Лайош Бенше        | 5               |
| 1               | Шарль Куё     | Туше (10:38) | Эркки Юханссон     | 6               |
| 5               | Рэй Казо      | 3-0          | Сайед Хафез Шехата | 6               |

## Четвёртый круг
| Штрафных баллов | Участник 1   | Результат    | Участник 2    | Штрафных баллов |
| --------------- | ------------ | ------------ | ------------- | --------------- |
| 2               | Насух Акар   | Туше (11:19) | Жозеф Тримпон | 4               |
| 2               | Джерри Лиман | 3-0          | Шарль Куё     | 4               |

## Пятый круг
| Штрафных баллов | Участник 1   | Результат    | Участник 2    | Штрафных баллов |
| --------------- | ------------ | ------------ | ------------- | --------------- |
| 3               | Джерри Лиман | 3-0          | Жозеф Тримпон | 7               |
| 2               | Насух Акар   | Туше (13:54) | Шарль Куё     | 7               |

## Финал
| Штрафных баллов | Участник 1 | Результат   | Участник 2   | Штрафных баллов |
| --------------- | ---------- | ----------- | ------------ | --------------- |
|                 | Насух Акар | Туше (8:52) | Джерри Лиман |                 |